# Біей (гора)
Гора Біей (яп. 美瑛岳, Biei-dake) - стратовулкан розташований на острові Хоккайдо, Японія. Є частиною вулканічної групи Токач. Гора знаходиться між вищою горою Токачі на південному заході та горою Біей-Фуджі на північному сході. Вона є межею між містами Сінтоку та Біей.
Гора складена переважно з нелужними основними породами середнього плейстоцену.

## Дивіться також
- Список вулканів Японії
- Список гір Японії